# Abdelkader Hassan El Assimi
Abdelkader Hassan El Assimi (en arabe : عبد القادر حسن العاصمي), né en 1915 à Marrakech et mort en mars 1996 à Rabat, est un avocat, homme politique et diplomate marocain.
Il fut l'une des figures historiques du Mouvement national, le courant politique qui incarne l'indépendance du royaume. Il est membre fondateur du parti de l'Istiqlal, et l'un des signataires du Manifeste de l'indépendance.
Il est le père du compositeur Chakib El Assimi, le beau-frère d'Abdallah Ibrahim et l'oncle de Malika El Assimi.